# (23582) 1995 QA3
(23582) 1995 QA3 est un astéroïde de la ceinture principale d'astéroïdes découvert en 1995.

## Description
(23582) 1995 QA3 a été découvert le 31 août 1995 à l'observatoire astronomique d'Ōizumi, situé à Ōizumi, dans la préfecture de Gunma, au Japon, par Takao Kobayashi.

### Caractéristiques orbitales
L'orbite de cet astéroïde est caractérisée par un demi-grand axe de 2,30 UA, un périhélie de 2,06 UA, une excentricité de 0,11 et une inclinaison de 7,50° par rapport à l'écliptique. Du fait de ces caractéristiques, à savoir un demi-grand axe compris entre 2 et 3,2 UA et un périhélie supérieur à 1,666 UA, il est classé, selon la JPL Small-Body Database, comme objet de la ceinture principale d'astéroïdes.

### Caractéristiques physiques
(23582) 1995 QA3 a une magnitude absolue (H) de 14,4 et un albédo estimé à 0,051.